# ショウ・ラオ
ショウ・ラオは、マーベル・コミック刊行のアメリカン・コミックスに登場する架空の人物。

## 概要
ショウ・ラオは、1974年のMarvel Premiere #16 で初登場し、レン・ウェイン、ロイ・トーマス、ラリー・ハマによって作成された。

## 経歴
ショウ・ラオはクンルンの力の源となった不滅の中国の竜である。
ユチの娯楽のためにクンルンのドラゴンライダーがパフォーマンスをしている際にショウ・ラオは暴走し、市長を襲撃した。ショウ・ラオはクアンスターによってドラゴンの心臓を切り取られ殺された。これに激怒したユチはクアンスターを街から追放し、ショウ・ラオの心臓を溶かして神聖な洞窟に置くことで復活させた。
この事件後、アイアンフィストになった人々は彼の力の一部を吸収するために、最終テストとしてショウ・ラオを倒すことが課された。
3人の原始人に師事したことにより、ファンフェイは繋がれることになり、レイクンにより原始人がショウ・ラオの餌にされる所を見ていた。ファンフェイはショウ・ラオと戦えば死亡することを分かりながら戦いを挑んだ。ショウ・ラオの胸を殴った結果、彼の力を手に入れた。 
ダニーランドが次のアイアンフィストになったとき、彼の胸のドラゴンの形をしたタトゥーを燃やしてショウ・ラオを打ち負かした。ショウ・ラオを倒した後、ダニー・ランドはショウ・ラオの不滅の心臓が入った火鉢に手を突っ込み、彼の力であるアイアンフィストの力を得た。 
スティールサーペントはショウ・ラオと戦おうとした。スティールサーペントがショウ・ラオに敗れた後、雪の中で泣いているのをレイ・クンが見つける。その後、彼はスティールサーペントを街に戻した。
アベンジャーズ vs X-MENのストーリーラインでは、アベンジャーズとX-MENはクンルンで戦った。フェニックスフォースを宿したサイクロップスに対し、ホープサマーズとレイクンはショウ・ラオに乗って対峙した。しかし、ショウ・ラオはまだ若く戦うことが出来ず、二人を落としてしまった。だが、ホープはドラゴンエナジー、炎、そしてカオスマジックを組み合せてサイクロップスを月に追放することに成功した。 

## 能力
火を吐いたり、素早い攻撃や超スピードでの移動などの龍の力を使うことができる。また、病気に対する免疫もある。

## 他のメディア

### テレビ
- ショウ・ラオ はアルティメット・スパイダーマンに登場し、 マーク・ハミルが声をあてた。「ストレンジ」というエピソードでは、ナイトメアがアイアンフィストにショウ・ラオとの激しい戦い[独自研究?]を再び体験させられる。スパイダーマンの助けを借りて、アイアンフィストはショウ・ラオを倒すことでナイトメアの幻想を打ち破る。
- ショウ・ラオはアイアンフィストに登場する。彼は、アイアンフィストがどのように力を得たのかを説明する過去回想の中で登場する。ショウ・ラオの輝く赤い目だけが出てくる。Netflixのシリーズ『アイアン・フィスト』でアイアン・フィストを演じているフィン・ジョーンズは、シーズン1でショウ・ラオについて言及し、今後のシーズンでこのキャラクターについてさらに掘り下げていく予定であると述べた[6] [7]。さらにフィンは、予算の制約によりショウ・ラオ を画面に表示できないと述べた。また、フィンは「予算を確保して、『ゲーム・オブ・スローンズ』のようなドラゴンを表現したい。しかし、予算の制約があります。それがショーの性質です。」とも述べた[8]。エピソード「The City's Not for Burning」では、ダニーがショウ・ラオの力を手に入れダボスとの戦いの流れを変えた話が描かれた[9]。
- Defendersシリーズでは、ショウ・ラオの種族の骨には、人々を死からよみがえらせる物質が含まれていることを明らかになった[要出典]。ザ・ハンドは何世紀も前にクンルンから追放されて以来ずっとそれを使用してたが、最終的にそれを使い果たした。これにより、彼らはマンハッタンのヘルズキッチンの奥深くに埋もれた別のドラゴンの残骸を求め、デアデビルのシーズン1と2での目的になった。ザ・ハンドは、ミッドランドサークル銀行を活動の隠れ蓑として使用していた。

### ビデオゲーム
ショウ・ラオは、LEGO マーベル スーパー・ヒーローズ 2 ザ・ゲームに登場する。